# Cisticola lais
Cisticola lais е вид птица от семейство Cisticolidae.

## Разпространение
Видът е разпространен в Ангола, Кения, Лесото, Малави, Мозамбик, Южна Африка, Свазиленд, Танзания, Уганда, Замбия и Зимбабве.